# تيري ألين (مغني)
تيري ألين (بالإنجليزية: Terry Allen)‏ هو مغني أمريكي، ولد في 12 سبتمبر 1916، وتوفي في أكتوبر 1981.